# هيكتور فيلالبا
هيكتور فيلالبا (بالإسبانية: Héctor Daniel Villalba)‏ هو لاعب كرة قدم باراغواياني وأرجنتيني في مركز الهجوم، ولد في 26 يوليو 1994 في بوينس آيرس في الأرجنتين. لعب مع أتلانتا يونايتد ونادي أمريكا ونادي تيخوانا ونادي سان لورينزو.

## وصلات خارجية
- هيكتور فيلالبا على موقع الدوري الأمريكي (الإنجليزية)
- هيكتور فيلالبا على موقع إي إس بي إن إف سي (الإنجليزية)
- هيكتور فيلالبا على موقع قاعدة بيانات كرة القدم.إي يو (الإنجليزية)
- هيكتور فيلالبا على موقع ناشيونال فوتبول تيمز (الإنجليزية)
- هيكتور فيلالبا على موقع Soccerbase.com (لاعب) (الإنجليزية)
- هيكتور فيلالبا على موقع Soccerway.com (الإنجليزية)
- هيكتور فيلالبا على موقع عالم كرة القدم.نت (الإنجليزية)
- هيكتور فيلالبا على موقع AS.com (الإسبانية)